# Volta a Espanya de 2021
La Volta a Espanya de 2021, 76a edició de la Volta a Espanya, es va disputar entre el 14 d'agost i el 5 de setembre de 2021, amb inici a Burgos i final a Santiago de Compostel·la, sobre un recorregut de 3.417 km distribuïts en 21 etapes. La cursa formava part de l'UCI World Tour 2021
El vencedor final fou, per tercer any consecutiu, l'eslovè Primož Roglič del Jumbo-Visma, que fou acompanyat al podi pel mallorquí Enric Mas (Movistar) i l'australià Jack Haig (Bahrain Victorious), segon i tercer classificat respectivament.
Fabio Jakobsen (Deceuninck-Quick Step) guanyà la classificació per punts, Michael Storer (Team DSM) la de la muntanya, Gino Mäder (Bahrain Victorious) la dels joves, Magnus Cort Nielsen (EF Education-Nippo) la de la combativitat i el Bahrain Victorious fou el millor equip.
La cançó d'aquesta edició fou "1932" de La M.O.D.A.

## Equips participants
Van prendre-hi part un total de 23 equips, dels quals van assistir per dret propi els 19 equips de categoria UCI WorldTeam i l'equip Alpecin-Fenix de categoria UCI ProTeam a l'haver estat el millor equip d'aquesta categoria de la temporada anterior. Així mateix, van ser convidats per l'organització de la cursa tres equips de categoria UCI ProTeam, tots ells amb llicència espanyola. Van formar així un gran grup de 184 ciclistes dels quals en van acabar 142.
| WorldTeams (19)- AG2R Citroën Team - Astana-Premier Tech - Bahrain Victorious - Bora-Hansgrohe - Cofidis - Deceuninck-Quick Step - EF Education-Nippo - Groupama-FDJ - Ineos Grenadiers - Intermarché-Wanty-Gobert Matériaux - Israel Start-Up Nation - Jumbo-Visma - Lotto Soudal - Movistar Team - Team BikeExchange - Team DSM - Qhubeka NextHash - Trek-Segafredo - UAE Team Emirates ProTeams (4)- Alpecin-Fenix - Burgos-BH - Caja Rural-Seguros RGA - Euskaltel-Euskadi |
| |

## Etapes
| Etapa     | Data      | Ciutats d'etapa                                   | type                      | Distància (km) | Desnivell (m) | Vencedor de l'etapa       | Líder de la general  |
| --------- | --------- | ------------------------------------------------- | ------------------------- | -------------- | ------------- | ------------------------- | -------------------- |
| 1a etapa  | 14 de ago | Burgos – Burgos                                   | contrarellotge individual | 7,1            | 87 m          | Primož Roglič             | Primož Roglič        |
| 2a etapa  | 15 de ago | Caleruega – Burgos                                | etapa plana               | 166,7          | 1.049 m       | Jasper Philipsen          | Primož Roglič        |
| 3a etapa  | 16 de ago | Santo Domingo de Silos – Espinosa de los Monteros | etapa de muntanya         | 202,8          | 2.787 m       | Rein Taaramäe             | Rein Taaramäe        |
| 4a etapa  | 17 de ago | Burgo de Osma-Ciudad de Osma – Molina de Aragón   | etapa plana               | 163,9          | 1.534 m       | Fabio Jakobsen            | Rein Taaramäe        |
| 5a etapa  | 18 de ago | Tarancón – Albacete                               | etapa plana               | 184,4          | 640 m         | Jasper Philipsen          | Kenny Elissonde      |
| 6a etapa  | 19 de ago | Requena – Cullera                                 | etapa accidentada         | 158,3          | 901 m         | Magnus Cort Nielsen       | Primož Roglič        |
| 7a etapa  | 20 de ago | Gandia – Balcón de Alicante                       | etapa de muntanya         | 152            | 3.707 m       | Michael Storer            | Primož Roglič        |
| 8a etapa  | 21 de ago | Santa Pola – La Manga del Mar Menor               | etapa plana               | 173,7          | 923 m         | Fabio Jakobsen            | Primož Roglič        |
| 9a etapa  | 22 de ago | Puerto Lumbreras – Alto de Velefique              | etapa de muntanya         | 188            | 4.725 m       | Damiano Caruso            | Primož Roglič        |
|           | 23 d'ago  | Dia de descans                                    | Dia de descans            |                |               |                           |                      |
| 10a etapa | 24 de ago | Roquetas de Mar – Rincón de la Victoria           | etapa accidentada         | 189            | 2.350 m       | Michael Storer            | Odd Christian Eiking |
| 11a etapa | 25 de ago | Antequera – Valdepeñas de Jaén                    | etapa accidentada         | 133,6          | 2.647 m       | Primož Roglič             | Odd Christian Eiking |
| 12a etapa | 26 de ago | Jaén – Còrdova                                    | etapa accidentada         | 175            | 2.018 m       | Magnus Cort Nielsen       | Odd Christian Eiking |
| 13a etapa | 27 de ago | Belmez – Villanueva de la Serena                  | etapa plana               | 203,7          | 1.642 m       | Florian Sénéchal          | Odd Christian Eiking |
| 14a etapa | 28 de ago | Don Benito – Pico Villuercas                      | etapa de muntanya         | 165,7          | 3.448 m       | Romain Bardet             | Odd Christian Eiking |
| 15a etapa | 29 de ago | Navalmoral de la Mata – El Barraco                | etapa de muntanya         | 197,5          | 3.860 m       | Rafał Majka               | Odd Christian Eiking |
|           | 30 d'ago  | Dia de descans                                    | Dia de descans            |                |               |                           |                      |
| 16a etapa | 31 de ago | Laredo – Santa Cruz de Bezana                     | etapa plana               | 180            | 2.275 m       | Fabio Jakobsen            | Odd Christian Eiking |
| 17a etapa | 1 de set  | Unquera – llacs de Covadonga                      | etapa de muntanya         | 185,8          | 4.437 m       | Primož Roglič             | Primož Roglič        |
| 18a etapa | 2 de set  | Salas – El Gamoniteiru                            | etapa de muntanya         | 162,6          | 4.957 m       | Miguel Ángel López Moreno | Primož Roglič        |
| 19a etapa | 3 de set  | Tapia de Casariego – Monforte de Lemos            | etapa accidentada         | 191,2          | 3.513 m       | Magnus Cort Nielsen       | Primož Roglič        |
| 20a etapa | 4 de set  | Sanxenxo – Mos                                    | etapa de muntanya         | 202,2          | 4.199 m       | Clément Champoussin       | Primož Roglič        |
| 21a etapa | 5 de set  | Padrón – Santiago de Compostel·la                 | contrarellotge individual | 33,8           | 636 m         | Primož Roglič             | Primož Roglič        |

## Classificacions finals

### Classificació general
| \| Classificació general \| Classificació general \| Classificació general \| Classificació general \| Classificació general \| \| Corredor \| Corredor \| Equip \| Temps \| \| \| --------------------- \| -------------------------- \| ---------------------------------- \| --------------------- \| --------------------- \| \| 1r \| Primož Roglič \| Jumbo-Visma \| 83h 55' 29" \| \| \| 2n \| Enric Mas Nicolau \| Movistar Team \| + 4' 42" \| \| \| 3r \| Jack Haig \| Bahrain Victorious \| + 7' 40" \| \| \| 4t \| Adam Yates \| Ineos Grenadiers \| + 9' 06" \| \| \| 5è \| Gino Mäder \| Bahrain Victorious \| + 11' 33" \| \| \| 6è \| Egan Bernal Gómez \| Ineos Grenadiers \| + 13' 27" \| \| \| 7è \| David de la Cruz Melgarejo \| UAE Team Emirates \| + 18' 33" \| \| \| 8è \| Sepp Kuss \| Jumbo-Visma \| + 18' 55" \| \| \| 9è \| Guillaume Martin \| Cofidis \| + 20' 27" \| \| \| 10è \| Felix Großschartner \| Bora-Hansgrohe \| + 22' 22" \| \| \| 11è \| Odd Christian Eiking \| Intermarché-Wanty-Gobert Matériaux \| + 25' 14" \| \| \| 12è \| Steven Kruijswijk \| Jumbo-Visma \| + 26' 42" \| \| \| 13è \| Juan Pedro López \| Trek-Segafredo \| + 31' 21" \| \| \| 14è \| Geoffrey Bouchard \| AG2R Citroën Team \| + 49' 09" \| \| \| 15è \| Rémy Rochas \| Cofidis \| + 52' 32" \| \| \| 16è \| Clément Champoussin \| AG2R Citroën Team \| + 57' 29" \| \| \| 17è \| Damiano Caruso \| Bahrain Victorious \| + 1h 05' 31" \| \| \| 18è \| Sam Oomen \| Jumbo-Visma \| + 1h 09' 25" \| \| \| 19è \| Óscar Cabedo \| Burgos-BH \| + 1h 12' 43" \| \| \| 20è \| Steff Cras \| Lotto-Soudal \| + 1h 22' 06" \| \| |                            |                                    |              |
| |                            |                                    |              |
| Font: ProCyclingStats |                            |                                    |              |
| Classificació general |                            |                                    |              |
| Corredor | Corredor                   | Equip                              | Temps        |
| 1r | Primož Roglič              | Jumbo-Visma                        | 83h 55' 29"  |
| 2n | Enric Mas Nicolau          | Movistar Team                      | + 4' 42"     |
| 3r | Jack Haig                  | Bahrain Victorious                 | + 7' 40"     |
| 4t | Adam Yates                 | Ineos Grenadiers                   | + 9' 06"     |
| 5è | Gino Mäder                 | Bahrain Victorious                 | + 11' 33"    |
| 6è | Egan Bernal Gómez          | Ineos Grenadiers                   | + 13' 27"    |
| 7è | David de la Cruz Melgarejo | UAE Team Emirates                  | + 18' 33"    |
| 8è | Sepp Kuss                  | Jumbo-Visma                        | + 18' 55"    |
| 9è | Guillaume Martin           | Cofidis                            | + 20' 27"    |
| 10è | Felix Großschartner        | Bora-Hansgrohe                     | + 22' 22"    |
| 11è | Odd Christian Eiking       | Intermarché-Wanty-Gobert Matériaux | + 25' 14"    |
| 12è | Steven Kruijswijk          | Jumbo-Visma                        | + 26' 42"    |
| 13è | Juan Pedro López           | Trek-Segafredo                     | + 31' 21"    |
| 14è | Geoffrey Bouchard          | AG2R Citroën Team                  | + 49' 09"    |
| 15è | Rémy Rochas                | Cofidis                            | + 52' 32"    |
| 16è | Clément Champoussin        | AG2R Citroën Team                  | + 57' 29"    |
| 17è | Damiano Caruso             | Bahrain Victorious                 | + 1h 05' 31" |
| 18è | Sam Oomen                  | Jumbo-Visma                        | + 1h 09' 25" |
| 19è | Óscar Cabedo               | Burgos-BH                          | + 1h 12' 43" |
| 20è | Steff Cras                 | Lotto-Soudal                       | + 1h 22' 06" |

### Classificació per punts
| Classificació per punts | Classificació per punts | Classificació per punts | Classificació per punts | Classificació per punts |
| Corredor                | Corredor                | Equip                   | Punts                   |                         |
| ----------------------- | ----------------------- | ----------------------- | ----------------------- | ----------------------- |
| 1r                      | Fabio Jakobsen          | Deceuninck-Quick Step   | 250 pts                 |                         |
| 2n                      | Primož Roglič           | Jumbo-Visma             | 199 pts                 |                         |
| 3r                      | Magnus Cort Nielsen     | EF Education-Nippo      | 161 pts                 |                         |
| 4t                      | Matteo Trentin          | UAE Team Emirates       | 145 pts                 |                         |
| 5è                      | Enric Mas Nicolau       | Movistar Team           | 120 pts                 |                         |
| 6è                      | Alberto Dainese         | Team DSM                | 120 pts                 |                         |
| 7è                      | Michael Matthews        | BikeExchange            | 114 pts                 |                         |
| 8è                      | Andrea Bagioli          | Deceuninck-Quick Step   | 101 pts                 |                         |
| 9è                      | Egan Bernal Gómez       | Ineos Grenadiers        | 96 pts                  |                         |
| 10è                     | Arnaud Démare           | Groupama-FDJ            | 91 pts                  |                         |

### Classificació de la muntanya
| Classificació de la muntanya | Classificació de la muntanya | Classificació de la muntanya | Classificació de la muntanya | Classificació de la muntanya |
| Corredor                     | Corredor                     | Equip                        | Punts                        |                              |
| ---------------------------- | ---------------------------- | ---------------------------- | ---------------------------- | ---------------------------- |
| 1r                           | Michael Storer               | Team DSM                     | 80 pts                       |                              |
| 2n                           | Romain Bardet                | Team DSM                     | 61 pts                       |                              |
| 3r                           | Primož Roglič                | Jumbo-Visma                  | 51 pts                       |                              |
| 4t                           | Damiano Caruso               | Bahrain Victorious           | 33 pts                       |                              |
| 5è                           | Rafał Majka                  | UAE Team Emirates            | 33 pts                       |                              |
| 6è                           | Jack Haig                    | Bahrain Victorious           | 23 pts                       |                              |
| 7è                           | Sepp Kuss                    | Jumbo-Visma                  | 19 pts                       |                              |
| 8è                           | Enric Mas Nicolau            | Movistar Team                | 17 pts                       |                              |
| 9è                           | Egan Bernal Gómez            | Ineos Grenadiers             | 16 pts                       |                              |
| 10è                          | Fabio Aru                    | Qhubeka NextHash             | 16 pts                       |                              |

### Classificació dels joves
| Classificació del millor jove | Classificació del millor jove | Classificació del millor jove | Classificació del millor jove | Classificació del millor jove |
| Corredor                      | Corredor                      | Equip                         | Temps                         |                               |
| ----------------------------- | ----------------------------- | ----------------------------- | ----------------------------- | ----------------------------- |
| 1r                            | Gino Mäder                    | Bahrain Victorious            | 84h 07' 02"                   |                               |
| 2n                            | Egan Bernal Gómez             | Ineos Grenadiers              | + 1' 54"                      |                               |
| 3r                            | Juan Pedro López              | Trek-Segafredo                | + 19' 48"                     |                               |
| 4t                            | Rémy Rochas                   | Cofidis                       | + 40' 59"                     |                               |
| 5è                            | Clément Champoussin           | AG2R Citroën Team             | + 45' 56"                     |                               |
| 6è                            | Steff Cras                    | Lotto-Soudal                  | + 1h 10' 33"                  |                               |
| 7è                            | Jefferson Cepeda              | Caja Rural-Seguros RGA        | + 1h 47' 21"                  |                               |
| 8è                            | Pàvel Sivakov                 | Ineos Grenadiers              | + 1h 53' 14"                  |                               |
| 9è                            | Gotzon Martín                 | Euskaltel-Euskadi             | + 1h 59' 06"                  |                               |
| 10è                           | Michael Storer                | Team DSM                      | + 2h 11' 12"                  |                               |

### Classificació per equips
| Classificació per equips | Classificació per equips           | Classificació per equips | Classificació per equips |
| Equip                    | Equip                              | Temps                    |                          |
| ------------------------ | ---------------------------------- | ------------------------ | ------------------------ |
| 1r                       | Bahrain Victorious                 | 252h 19' 35"             |                          |
| 2n                       | Jumbo-Visma                        | + 7' 26"                 |                          |
| 3r                       | Ineos Grenadiers                   | + 32' 18"                |                          |
| 4t                       | UAE Team Emirates                  | + 1h 05' 10"             |                          |
| 5è                       | Intermarché-Wanty-Gobert Matériaux | + 1h 15' 05"             |                          |
| 6è                       | Movistar Team                      | + 1h 17' 16"             |                          |
| 7è                       | AG2R Citroën Team                  | + 1h 43' 04"             |                          |
| 8è                       | Cofidis                            | + 2h 15' 39"             |                          |
| 9è                       | Trek-Segafredo                     | + 2h 38' 20"             |                          |
| 10è                      | Team DSM                           | + 2h 59' 49"             |                          |

## Evolució de les classificacions
| Etapa | Vencedor            | Classificació general | Classificació per punts | Classificació de la muntanya | Millor jove    | Classificació per equips | Premi de la combativitat |
| ----- | ------------------- | --------------------- | ----------------------- | ---------------------------- | -------------- | ------------------------ | ------------------------ |
| 1     | Primož Roglič       | Primož Roglič         | Primož Roglič           | Sepp Kuss                    | Andrea Bagioli | Team Jumbo-Visma         | no entregat              |
| 2     | Jasper Philipsen    | Primož Roglič         | Jasper Philipsen        | Sepp Kuss                    | Andrea Bagioli | Team Jumbo-Visma         | Diego Rubio              |
| 3     | Rein Taaramäe       | Rein Taaramäe         | Jasper Philipsen        | Rein Taaramäe                | Egan Bernal    | UAE Team Emirates        | Julen Amezqueta          |
| 4     | Fabio Jakobsen      | Rein Taaramäe         | Fabio Jakobsen          | Rein Taaramäe                | Egan Bernal    | UAE Team Emirates        | Ángel Madrazo            |
| 5     | Jasper Philipsen    | Kenny Elissonde       | Jasper Philipsen        | Rein Taaramäe                | Egan Bernal    | UAE Team Emirates        | Oier Lazkano             |
| 6     | Magnus Cort         | Primož Roglič         | Jasper Philipsen        | Rein Taaramäe                | Egan Bernal    | Movistar Team            | Joan Bou                 |
| 7     | Michael Storer      | Primož Roglič         | Jasper Philipsen        | Pavel Sivakov                | Egan Bernal    | Movistar Team            | Michael Storer           |
| 8     | Fabio Jakobsen      | Primož Roglič         | Fabio Jakobsen          | Pavel Sivakov                | Egan Bernal    | Movistar Team            | Aritz Bagües             |
| 9     | Damiano Caruso      | Primož Roglič         | Fabio Jakobsen          | Damiano Caruso               | Egan Bernal    | Movistar Team            | Julen Amezqueta          |
| 10    | Michael Storer      | Odd Christian Eiking  | Fabio Jakobsen          | Damiano Caruso               | Egan Bernal    | Ineos Grenadiers         | Matteo Trentin           |
| 11    | Primož Roglič       | Odd Christian Eiking  | Fabio Jakobsen          | Damiano Caruso               | Egan Bernal    | Ineos Grenadiers         | Jonathan Lastra          |
| 12    | Magnus Cort         | Odd Christian Eiking  | Fabio Jakobsen          | Damiano Caruso               | Egan Bernal    | Ineos Grenadiers         | Julen Amezqueta          |
| 13    | Florian Sénéchal    | Odd Christian Eiking  | Fabio Jakobsen          | Damiano Caruso               | Egan Bernal    | Ineos Grenadiers         | Álvaro Cuadros           |
| 14    | Romain Bardet       | Odd Christian Eiking  | Fabio Jakobsen          | Romain Bardet                | Egan Bernal    | Ineos Grenadiers         | Daniel Navarro           |
| 15    | Rafał Majka         | Odd Christian Eiking  | Fabio Jakobsen          | Romain Bardet                | Egan Bernal    | Ineos Grenadiers         | Rafał Majka              |
| 16    | Fabio Jakobsen      | Odd Christian Eiking  | Fabio Jakobsen          | Romain Bardet                | Egan Bernal    | Ineos Grenadiers         | Jetse Bol                |
| 17    | Primož Roglič       | Primož Roglič         | Fabio Jakobsen          | Romain Bardet                | Egan Bernal    | Bahrain Victorious       | Egan Bernal              |
| 18    | Miguel Ángel López  | Primož Roglič         | Fabio Jakobsen          | Michael Storer               | Egan Bernal    | Bahrain Victorious       | Michael Storer           |
| 19    | Magnus Cort         | Primož Roglič         | Fabio Jakobsen          | Michael Storer               | Egan Bernal    | Bahrain Victorious       | Andreas Kron             |
| 20    | Clément Champoussin | Primož Roglič         | Fabio Jakobsen          | Michael Storer               | Gino Mäder     | Bahrain Victorious       | Ryan Gibbons             |
| 21    | Primož Roglič       | Primož Roglič         | Fabio Jakobsen          | Michael Storer               | Gino Mäder     | Bahrain Victorious       | no entregat              |
| Final | Final               | Primož Roglič         | Fabio Jakobsen          | Michael Storer               | Gino Mäder     | Bahrain Victorious       | Magnus Cort              |

## Participants
| Jumbo-Visma TJV | Jumbo-Visma TJV            | Jumbo-Visma TJV |
| --------------- | -------------------------- | --------------- |
| Núm             | Ciclista                   | Pos             |
| 1               | Primož Roglič (SLO)        | 1r              |
| 2               | Koen Bouwman (NED)         | 42è             |
| 3               | Robert Gesink (NED)        | 62è             |
| 4               | Lennard Hofstede (NED)     | 128è            |
| 5               | Steven Kruijswijk (NED)    | 12è             |
| 6               | Sepp Kuss (USA)            | 8è              |
| 7               | Sam Oomen (NED)            | 18è             |
| 8               | Nathan Van Hooydonck (BEL) | 82è             |

| AG2R Citroën Team ACT | AG2R Citroën Team ACT     | AG2R Citroën Team ACT |
| --------------------- | ------------------------- | --------------------- |
| Núm                   | Ciclista                  | Pos                   |
| 11                    | Geoffrey Bouchard (FRA)   | 14è                   |
| 12                    | Lilian Calmejane (FRA)    | 33è                   |
| 13                    | Clément Champoussin (FRA) | 16è                   |
| 14                    | Mikaël Cherel (FRA)       | 45è                   |
| 15                    | Stan Dewulf (BEL)         | 65è                   |
| 16                    | Nicolas Prodhomme (FRA)   | 52è                   |
| 17                    | Damien Touzé (FRA)        | 79è                   |
| 18                    | Clément Venturini (FRA)   | 97è                   |

| Alpecin-Fenix AFC | Alpecin-Fenix AFC       | Alpecin-Fenix AFC |
| ----------------- | ----------------------- | ----------------- |
| Núm               | Ciclista                | Pos               |
| 21                | Jay Vine (AUS)          | 73è               |
| 22                | Tobias Bayer (AUT)      | DNF-12            |
| 23                | Floris De Tier (BEL)    | 48è               |
| 24                | Alexander Krieger (GER) | 117è              |
| 25                | Sacha Modolo (ITA)      | DNF-19            |
| 26                | Jasper Philipsen (BEL)  | NP-11             |
| 27                | Edward Planckaert (BEL) | 122è              |
| 28                | Scott Thwaites (GBR)    | 134è              |

| Astana-Premier Tech APT | Astana-Premier Tech APT             | Astana-Premier Tech APT |
| ----------------------- | ----------------------------------- | ----------------------- |
| Núm                     | Ciclista                            | Pos                     |
| 31                      | Aleksandr Vlàssov (RUS) (crono)     | NP-20                   |
| 32                      | Alexander Aranburu Deba (ESP)       | NP-11                   |
| 33                      | Omar Fraile Matarranz (ESP) (ruta)  | NP-13                   |
| 34                      | Gorka Izagirre Insausti (ESP)       | 27è                     |
| 35                      | Ion Izagirre Insausti (ESP) (crono) | 26è                     |
| 36                      | Yuriy Natarov (KAZ)                 | 91è                     |
| 37                      | Óscar Rodríguez Garaicoechea (ESP)  | DNF-7                   |
| 38                      | Luis León Sánchez Gil (ESP)         | DNF-17                  |

| Bahrain Victorious TBV | Bahrain Victorious TBV    | Bahrain Victorious TBV |
| ---------------------- | ------------------------- | ---------------------- |
| Núm                    | Ciclista                  | Pos                    |
| 41                     | Mikel Landa Meana (ESP)   | DNF-17                 |
| 42                     | Yukiya Arashiro (JPN)     | 116è                   |
| 43                     | Damiano Caruso (ITA)      | 17è                    |
| 44                     | Jack Haig (AUS)           | 3r                     |
| 45                     | Gino Mäder (SUI)          | 5è                     |
| 46                     | Mark Padun (UKR)          | 59è                    |
| 47                     | Wout Poels (NED)          | 23è                    |
| 48                     | Jan Tratnik (SLO) (crono) | 94è                    |

| Bora-Hansgrohe BOH | Bora-Hansgrohe BOH                 | Bora-Hansgrohe BOH |
| ------------------ | ---------------------------------- | ------------------ |
| Núm                | Ciclista                           | Pos                |
| 51                 | Felix Großschartner (AUT)          | 10è                |
| 52                 | Cesare Benedetti (POL)             | 107è               |
| 53                 | Patrick Gamper (AUT)               | 112è               |
| 54                 | Martin Laas (EST)                  | 140è               |
| 55                 | Jordi Meeus (BEL)                  | 139è               |
| 56                 | Anton Palzer (GER)                 | 102è               |
| 57                 | Maximilian Schachmann (GER) (ruta) | NP-13              |
| 58                 | Ben Zwiehoff (GER)                 | 47è                |

| Burgos-BH BBH | Burgos-BH BBH               | Burgos-BH BBH |
| ------------- | --------------------------- | ------------- |
| Núm           | Ciclista                    | Pos           |
| 61            | Daniel Navarro García (ESP) | 24è           |
| 62            | Jetse Bol (NED)             | 71è           |
| 63            | Óscar Cabedo (ESP)          | 19è           |
| 64            | Carlos Canal Blanco (ESP)   | 106è          |
| 65            | Ángel Madrazo Ruiz (ESP)    | 63è           |
| 66            | Ander Okamika (ESP)         | 75è           |
| 67            | Diego Rubio Hernández (ESP) | DNF-18        |
| 68            | Pelayo Sánchez Mayo (ESP)   | 84è           |

| Caja Rural-Seguros RGA CJR | Caja Rural-Seguros RGA CJR     | Caja Rural-Seguros RGA CJR |
| -------------------------- | ------------------------------ | -------------------------- |
| Núm                        | Ciclista                       | Pos                        |
| 71                         | Jonathan Lastra Martínez (ESP) | DNF-18                     |
| 72                         | Jon Aberasturi Izaga (ESP)     | 132è                       |
| 73                         | Julen Amézqueta Moreno (ESP)   | 43è                        |
| 74                         | Aritz Bagües (ESP)             | 87è                        |
| 75                         | Jefferson Cepeda (ECU)         | 32è                        |
| 76                         | Álvaro Cuadros (ESP)           | 78è                        |
| 77                         | Oier Lazkano López (ESP)       | NP-20                      |
| 78                         | Sergio Martín (ESP)            | DNF-9                      |

| Cofidis COF | Cofidis COF                   | Cofidis COF |
| ----------- | ----------------------------- | ----------- |
| Núm         | Ciclista                      | Pos         |
| 81          | Guillaume Martin (FRA)        | 9è          |
| 82          | Piet Allegaert (BEL)          | 123è        |
| 83          | Fernando Barceló Aragón (ESP) | 89è         |
| 84          | Eddy Finé (FRA)               | 92è         |
| 85          | Jesús Herrada López (ESP)     | 38è         |
| 86          | José Herrada López (ESP)      | 57è         |
| 87          | Emmanuel Morin (FRA)          | DNF-7       |
| 88          | Rémy Rochas (FRA)             | 15è         |

| Deceuninck-Quick Step DQT | Deceuninck-Quick Step DQT | Deceuninck-Quick Step DQT |
| ------------------------- | ------------------------- | ------------------------- |
| Núm                       | Ciclista                  | Pos                       |
| 91                        | Fabio Jakobsen (NED)      | 141è                      |
| 92                        | Andrea Bagioli (ITA)      | 90è                       |
| 93                        | Josef Černý (CZE) (crono) | 142è                      |
| 94                        | James Knox (GBR)          | 100è                      |
| 95                        | Florian Sénéchal (FRA)    | 118è                      |
| 96                        | Zdeněk Štybar (CZE)       | 133è                      |
| 97                        | Bert Van Lerberghe (BEL)  | 137è                      |
| 98                        | Mauri Vansevenant (BEL)   | 101è                      |

| EF Education-Nippo EFN | EF Education-Nippo EFN        | EF Education-Nippo EFN |
| ---------------------- | ----------------------------- | ---------------------- |
| Núm                    | Ciclista                      | Pos                    |
| 101                    | Hugh Carthy (GBR)             | DNF-7                  |
| 102                    | Jonathan Caicedo Cepeda (ECU) | NP-15                  |
| 103                    | Diego Camargo Pineda (COL)    | 53è                    |
| 104                    | Simon Carr (GBR)              | DNF-11                 |
| 105                    | Lawson Craddock (USA) (crono) | 69è                    |
| 106                    | Jens Keukeleire (BEL)         | 50è                    |
| 107                    | Magnus Cort Nielsen (DEN)     | 77è                    |
| 108                    | Thomas Scully (NZL)           | 125è                   |

| Euskaltel-Euskadi EUS | Euskaltel-Euskadi EUS            | Euskaltel-Euskadi EUS |
| --------------------- | -------------------------------- | --------------------- |
| Núm                   | Ciclista                         | Pos                   |
| 111                   | Mikel Bizkarra Etxegibel (ESP)   | 46è                   |
| 112                   | Xabier Mikel Azparren (ESP)      | 111è                  |
| 113                   | Joan Bou (ESP)                   | 103è                  |
| 114                   | Mikel Iturria Segurola (ESP)     | 60è                   |
| 115                   | Juan José Lobato del Valle (ESP) | 136è                  |
| 116                   | Gotzon Martín (ESP)              | 37è                   |
| 117                   | Luis Ángel Maté Mardones (ESP)   | 30è                   |
| 118                   | Antonio Jesús Soto (ESP)         | 81è                   |

| Groupama-FDJ GFC | Groupama-FDJ GFC                   | Groupama-FDJ GFC |
| ---------------- | ---------------------------------- | ---------------- |
| Núm              | Ciclista                           | Pos              |
| 121              | Arnaud Démare (FRA)                | 96è              |
| 122              | Kevin Geniets (LUX) (ruta i crono) | 85è              |
| 123              | Jacopo Guarnieri (ITA)             | DNF-9            |
| 124              | Olivier Le Gac (FRA)               | 76è              |
| 125              | Tobias Ludvigsson (SWE)            | 99è              |
| 126              | Rudy Molard (FRA)                  | DNF-16           |
| 127              | Anthony Roux (FRA)                 | 58è              |
| 128              | Ramon Sinkeldam (NED)              | 127è             |

| Ineos Grenadiers IGD | Ineos Grenadiers IGD             | Ineos Grenadiers IGD |
| -------------------- | -------------------------------- | -------------------- |
| Núm                  | Ciclista                         | Pos                  |
| 131                  | Egan Bernal Gómez (COL)          | 6è                   |
| 132                  | Richard Carapaz Montenegro (ECU) | NP-14                |
| 133                  | Jhonatan Narváez Prado (ECU)     | DNF-15               |
| 134                  | Thomas Pidcock (GBR)             | 67è                  |
| 135                  | Salvatore Puccio (ITA)           | 98è                  |
| 136                  | Pàvel Sivakov (RUS)              | 35è                  |
| 137                  | Dylan van Baarle (NED)           | NP-18                |
| 138                  | Adam Yates (GBR)                 | 4t                   |

| Intermarché-Wanty-Gobert Matériaux IWG | Intermarché-Wanty-Gobert Matériaux IWG | Intermarché-Wanty-Gobert Matériaux IWG |
| -------------------------------------- | -------------------------------------- | -------------------------------------- |
| Núm                                    | Ciclista                               | Pos                                    |
| 141                                    | Louis Meintjes (RSA)                   | DNF-19                                 |
| 142                                    | Odd Christian Eiking (NOR)             | 11è                                    |
| 143                                    | Jan Hirt (CZE)                         | 28è                                    |
| 144                                    | Wesley Kreder (NED)                    | 110è                                   |
| 145                                    | Riccardo Minali (ITA)                  | 138è                                   |
| 146                                    | Simone Petilli (ITA)                   | 29è                                    |
| 147                                    | Rein Taaramäe (EST) (crono)            | 55è                                    |
| 148                                    | Kévin Van Melsen (BEL)                 | 126è                                   |

| Israel Start-Up Nation ISN | Israel Start-Up Nation ISN      | Israel Start-Up Nation ISN |
| -------------------------- | ------------------------------- | -------------------------- |
| Núm                        | Ciclista                        | Pos                        |
| 151                        | Sep Vanmarcke (BEL)             | DNF-16                     |
| 152                        | Sebastian Berwick (AUS)         | 135è                       |
| 153                        | Alexander Cataford (CAN)        | NP-3                       |
| 154                        | Davide Cimolai (ITA)            | DNF-8                      |
| 155                        | Itamar Einhorn (ISR)            | DNF-17                     |
| 156                        | Guy Niv (ISR)                   | 93è                        |
| 157                        | James Piccoli (CAN)             | 86è                        |
| 158                        | Mads Würtz Schmidt (DEN) (ruta) | DNF-7                      |

| Lotto-Soudal LTS | Lotto-Soudal LTS         | Lotto-Soudal LTS |
| ---------------- | ------------------------ | ---------------- |
| Núm              | Ciclista                 | Pos              |
| 161              | Andreas Kron (DEN)       | 68è              |
| 162              | Steff Cras (BEL)         | 20è              |
| 163              | Frederik Frison (BEL)    | DNF-3            |
| 164              | Matthew Holmes (GBR)     | FC-18            |
| 165              | Sylvain Moniquet (BEL)   | 83è              |
| 166              | Maxim Van Gils (BEL)     | 88è              |
| 167              | Harm Vanhoucke (BEL)     | 115è             |
| 168              | Florian Vermeersch (BEL) | 121è             |

| Movistar Team MOV | Movistar Team MOV                 | Movistar Team MOV |
| ----------------- | --------------------------------- | ----------------- |
| Núm               | Ciclista                          | Pos               |
| 171               | Enric Mas Nicolau (ESP)           | 2n                |
| 172               | Imanol Erviti Ollo (ESP)          | 66è               |
| 173               | Johan Jacobs (SUI)                | DNF-9             |
| 174               | Miguel Ángel López Moreno (COL)   | DNF-20            |
| 175               | Nélson Oliveira (POR)             | 72è               |
| 176               | José Joaquín Rojas Gil (ESP)      | 56è               |
| 177               | Alejandro Valverde Belmonte (ESP) | DNF-7             |
| 178               | Carlos Verona Quintanilla (ESP)   | NP-18             |

| BikeExchange BEX | BikeExchange BEX            | BikeExchange BEX |
| ---------------- | --------------------------- | ---------------- |
| Núm              | Ciclista                    | Pos              |
| 181              | Michael Matthews (AUS)      | 70è              |
| 182              | Lucas Hamilton (AUS)        | 54è              |
| 183              | Damien Howson (AUS)         | 95è              |
| 184              | Luka Mezgec (SLO)           | 109è             |
| 185              | Mikel Nieve Iturralde (ESP) | 31è              |
| 186              | Nick Schultz (AUS)          | 49è              |
| 187              | Robert Stannard (AUS)       | 119è             |
| 188              | Andrei Zeits (KAZ)          | 44è              |

| Team DSM DSM | Team DSM DSM          | Team DSM DSM |
| ------------ | --------------------- | ------------ |
| Núm          | Ciclista              | Pos          |
| 191          | Romain Bardet (FRA)   | 25è          |
| 192          | Thymen Arensman (NED) | 61è          |
| 193          | Alberto Dainese (ITA) | 129è         |
| 194          | Nico Denz (GER)       | 114è         |
| 195          | Chad Haga (USA)       | 113è         |
| 196          | Chris Hamilton (AUS)  | 64è          |
| 197          | Michael Storer (AUS)  | 40è          |
| 198          | Martijn Tusveld (NED) | 34è          |

| Qhubeka NextHash TQA | Qhubeka NextHash TQA              | Qhubeka NextHash TQA |
| -------------------- | --------------------------------- | -------------------- |
| Núm                  | Ciclista                          | Pos                  |
| 201                  | Fabio Aru (ITA)                   | 51è                  |
| 202                  | Sander Armée (BEL)                | DNF-17               |
| 203                  | Connor Brown (NZL)                | 130è                 |
| 204                  | Dimitri Claeys (BEL)              | 105è                 |
| 205                  | Sergio Henao Montoya (COL)        | DNF-19               |
| 206                  | Reinardt Janse van Rensburg (RSA) | FC-7                 |
| 207                  | Bert-Jan Lindeman (NED)           | 131è                 |
| 208                  | Dylan Sunderland (AUS)            | 104è                 |

| Trek-Segafredo TFS | Trek-Segafredo TFS       | Trek-Segafredo TFS |
| ------------------ | ------------------------ | ------------------ |
| Núm                | Ciclista                 | Pos                |
| 211                | Giulio Ciccone (ITA)     | DNF-16             |
| 212                | Gianluca Brambilla (ITA) | 22è                |
| 213                | Kenny Elissonde (FRA)    | DNF-17             |
| 214                | Alex Kirsch (LUX)        | 120è               |
| 215                | Juan Pedro López (ESP)   | 13è                |
| 216                | Antonio Nibali (ITA)     | 108è               |
| 217                | Kiel Reijnen (USA)       | DNF-15             |
| 218                | Quinn Simmons (USA)      | 124è               |

| UAE Team Emirates UAD | UAE Team Emirates UAD            | UAE Team Emirates UAD |
| --------------------- | -------------------------------- | --------------------- |
| Núm                   | Ciclista                         | Pos                   |
| 221                   | David de la Cruz Melgarejo (ESP) | 7è                    |
| 222                   | Joe Dombrowski (USA)             | 39è                   |
| 223                   | Ryan Gibbons (RSA) (crono)       | 36è                   |
| 224                   | Rafał Majka (POL)                | 21è                   |
| 225                   | Sebastián Molano Benavides (COL) | DNF-9                 |
| 226                   | Rui Oliveira (POR)               | 74è                   |
| 227                   | Jan Polanc (SLO)                 | 41è                   |
| 228                   | Matteo Trentin (ITA)             | 80è                   |

| Jumbo-Visma TJV | Jumbo-Visma TJV            | Jumbo-Visma TJV |
| --------------- | -------------------------- | --------------- |
| Núm             | Ciclista                   | Pos             |
| 1               | Primož Roglič (SLO)        | 1r              |
| 2               | Koen Bouwman (NED)         | 42è             |
| 3               | Robert Gesink (NED)        | 62è             |
| 4               | Lennard Hofstede (NED)     | 128è            |
| 5               | Steven Kruijswijk (NED)    | 12è             |
| 6               | Sepp Kuss (USA)            | 8è              |
| 7               | Sam Oomen (NED)            | 18è             |
| 8               | Nathan Van Hooydonck (BEL) | 82è             |

| AG2R Citroën Team ACT | AG2R Citroën Team ACT     | AG2R Citroën Team ACT |
| --------------------- | ------------------------- | --------------------- |
| Núm                   | Ciclista                  | Pos                   |
| 11                    | Geoffrey Bouchard (FRA)   | 14è                   |
| 12                    | Lilian Calmejane (FRA)    | 33è                   |
| 13                    | Clément Champoussin (FRA) | 16è                   |
| 14                    | Mikaël Cherel (FRA)       | 45è                   |
| 15                    | Stan Dewulf (BEL)         | 65è                   |
| 16                    | Nicolas Prodhomme (FRA)   | 52è                   |
| 17                    | Damien Touzé (FRA)        | 79è                   |
| 18                    | Clément Venturini (FRA)   | 97è                   |

| Alpecin-Fenix AFC | Alpecin-Fenix AFC       | Alpecin-Fenix AFC |
| ----------------- | ----------------------- | ----------------- |
| Núm               | Ciclista                | Pos               |
| 21                | Jay Vine (AUS)          | 73è               |
| 22                | Tobias Bayer (AUT)      | DNF-12            |
| 23                | Floris De Tier (BEL)    | 48è               |
| 24                | Alexander Krieger (GER) | 117è              |
| 25                | Sacha Modolo (ITA)      | DNF-19            |
| 26                | Jasper Philipsen (BEL)  | NP-11             |
| 27                | Edward Planckaert (BEL) | 122è              |
| 28                | Scott Thwaites (GBR)    | 134è              |

| Astana-Premier Tech APT | Astana-Premier Tech APT             | Astana-Premier Tech APT |
| ----------------------- | ----------------------------------- | ----------------------- |
| Núm                     | Ciclista                            | Pos                     |
| 31                      | Aleksandr Vlàssov (RUS) (crono)     | NP-20                   |
| 32                      | Alexander Aranburu Deba (ESP)       | NP-11                   |
| 33                      | Omar Fraile Matarranz (ESP) (ruta)  | NP-13                   |
| 34                      | Gorka Izagirre Insausti (ESP)       | 27è                     |
| 35                      | Ion Izagirre Insausti (ESP) (crono) | 26è                     |
| 36                      | Yuriy Natarov (KAZ)                 | 91è                     |
| 37                      | Óscar Rodríguez Garaicoechea (ESP)  | DNF-7                   |
| 38                      | Luis León Sánchez Gil (ESP)         | DNF-17                  |

| Bahrain Victorious TBV | Bahrain Victorious TBV    | Bahrain Victorious TBV |
| ---------------------- | ------------------------- | ---------------------- |
| Núm                    | Ciclista                  | Pos                    |
| 41                     | Mikel Landa Meana (ESP)   | DNF-17                 |
| 42                     | Yukiya Arashiro (JPN)     | 116è                   |
| 43                     | Damiano Caruso (ITA)      | 17è                    |
| 44                     | Jack Haig (AUS)           | 3r                     |
| 45                     | Gino Mäder (SUI)          | 5è                     |
| 46                     | Mark Padun (UKR)          | 59è                    |
| 47                     | Wout Poels (NED)          | 23è                    |
| 48                     | Jan Tratnik (SLO) (crono) | 94è                    |

| Bora-Hansgrohe BOH | Bora-Hansgrohe BOH                 | Bora-Hansgrohe BOH |
| ------------------ | ---------------------------------- | ------------------ |
| Núm                | Ciclista                           | Pos                |
| 51                 | Felix Großschartner (AUT)          | 10è                |
| 52                 | Cesare Benedetti (POL)             | 107è               |
| 53                 | Patrick Gamper (AUT)               | 112è               |
| 54                 | Martin Laas (EST)                  | 140è               |
| 55                 | Jordi Meeus (BEL)                  | 139è               |
| 56                 | Anton Palzer (GER)                 | 102è               |
| 57                 | Maximilian Schachmann (GER) (ruta) | NP-13              |
| 58                 | Ben Zwiehoff (GER)                 | 47è                |

| Burgos-BH BBH | Burgos-BH BBH               | Burgos-BH BBH |
| ------------- | --------------------------- | ------------- |
| Núm           | Ciclista                    | Pos           |
| 61            | Daniel Navarro García (ESP) | 24è           |
| 62            | Jetse Bol (NED)             | 71è           |
| 63            | Óscar Cabedo (ESP)          | 19è           |
| 64            | Carlos Canal Blanco (ESP)   | 106è          |
| 65            | Ángel Madrazo Ruiz (ESP)    | 63è           |
| 66            | Ander Okamika (ESP)         | 75è           |
| 67            | Diego Rubio Hernández (ESP) | DNF-18        |
| 68            | Pelayo Sánchez Mayo (ESP)   | 84è           |

| Caja Rural-Seguros RGA CJR | Caja Rural-Seguros RGA CJR     | Caja Rural-Seguros RGA CJR |
| -------------------------- | ------------------------------ | -------------------------- |
| Núm                        | Ciclista                       | Pos                        |
| 71                         | Jonathan Lastra Martínez (ESP) | DNF-18                     |
| 72                         | Jon Aberasturi Izaga (ESP)     | 132è                       |
| 73                         | Julen Amézqueta Moreno (ESP)   | 43è                        |
| 74                         | Aritz Bagües (ESP)             | 87è                        |
| 75                         | Jefferson Cepeda (ECU)         | 32è                        |
| 76                         | Álvaro Cuadros (ESP)           | 78è                        |
| 77                         | Oier Lazkano López (ESP)       | NP-20                      |
| 78                         | Sergio Martín (ESP)            | DNF-9                      |

| Cofidis COF | Cofidis COF                   | Cofidis COF |
| ----------- | ----------------------------- | ----------- |
| Núm         | Ciclista                      | Pos         |
| 81          | Guillaume Martin (FRA)        | 9è          |
| 82          | Piet Allegaert (BEL)          | 123è        |
| 83          | Fernando Barceló Aragón (ESP) | 89è         |
| 84          | Eddy Finé (FRA)               | 92è         |
| 85          | Jesús Herrada López (ESP)     | 38è         |
| 86          | José Herrada López (ESP)      | 57è         |
| 87          | Emmanuel Morin (FRA)          | DNF-7       |
| 88          | Rémy Rochas (FRA)             | 15è         |

| Deceuninck-Quick Step DQT | Deceuninck-Quick Step DQT | Deceuninck-Quick Step DQT |
| ------------------------- | ------------------------- | ------------------------- |
| Núm                       | Ciclista                  | Pos                       |
| 91                        | Fabio Jakobsen (NED)      | 141è                      |
| 92                        | Andrea Bagioli (ITA)      | 90è                       |
| 93                        | Josef Černý (CZE) (crono) | 142è                      |
| 94                        | James Knox (GBR)          | 100è                      |
| 95                        | Florian Sénéchal (FRA)    | 118è                      |
| 96                        | Zdeněk Štybar (CZE)       | 133è                      |
| 97                        | Bert Van Lerberghe (BEL)  | 137è                      |
| 98                        | Mauri Vansevenant (BEL)   | 101è                      |

| EF Education-Nippo EFN | EF Education-Nippo EFN        | EF Education-Nippo EFN |
| ---------------------- | ----------------------------- | ---------------------- |
| Núm                    | Ciclista                      | Pos                    |
| 101                    | Hugh Carthy (GBR)             | DNF-7                  |
| 102                    | Jonathan Caicedo Cepeda (ECU) | NP-15                  |
| 103                    | Diego Camargo Pineda (COL)    | 53è                    |
| 104                    | Simon Carr (GBR)              | DNF-11                 |
| 105                    | Lawson Craddock (USA) (crono) | 69è                    |
| 106                    | Jens Keukeleire (BEL)         | 50è                    |
| 107                    | Magnus Cort Nielsen (DEN)     | 77è                    |
| 108                    | Thomas Scully (NZL)           | 125è                   |

| Euskaltel-Euskadi EUS | Euskaltel-Euskadi EUS            | Euskaltel-Euskadi EUS |
| --------------------- | -------------------------------- | --------------------- |
| Núm                   | Ciclista                         | Pos                   |
| 111                   | Mikel Bizkarra Etxegibel (ESP)   | 46è                   |
| 112                   | Xabier Mikel Azparren (ESP)      | 111è                  |
| 113                   | Joan Bou (ESP)                   | 103è                  |
| 114                   | Mikel Iturria Segurola (ESP)     | 60è                   |
| 115                   | Juan José Lobato del Valle (ESP) | 136è                  |
| 116                   | Gotzon Martín (ESP)              | 37è                   |
| 117                   | Luis Ángel Maté Mardones (ESP)   | 30è                   |
| 118                   | Antonio Jesús Soto (ESP)         | 81è                   |

| Groupama-FDJ GFC | Groupama-FDJ GFC                   | Groupama-FDJ GFC |
| ---------------- | ---------------------------------- | ---------------- |
| Núm              | Ciclista                           | Pos              |
| 121              | Arnaud Démare (FRA)                | 96è              |
| 122              | Kevin Geniets (LUX) (ruta i crono) | 85è              |
| 123              | Jacopo Guarnieri (ITA)             | DNF-9            |
| 124              | Olivier Le Gac (FRA)               | 76è              |
| 125              | Tobias Ludvigsson (SWE)            | 99è              |
| 126              | Rudy Molard (FRA)                  | DNF-16           |
| 127              | Anthony Roux (FRA)                 | 58è              |
| 128              | Ramon Sinkeldam (NED)              | 127è             |

| Ineos Grenadiers IGD | Ineos Grenadiers IGD             | Ineos Grenadiers IGD |
| -------------------- | -------------------------------- | -------------------- |
| Núm                  | Ciclista                         | Pos                  |
| 131                  | Egan Bernal Gómez (COL)          | 6è                   |
| 132                  | Richard Carapaz Montenegro (ECU) | NP-14                |
| 133                  | Jhonatan Narváez Prado (ECU)     | DNF-15               |
| 134                  | Thomas Pidcock (GBR)             | 67è                  |
| 135                  | Salvatore Puccio (ITA)           | 98è                  |
| 136                  | Pàvel Sivakov (RUS)              | 35è                  |
| 137                  | Dylan van Baarle (NED)           | NP-18                |
| 138                  | Adam Yates (GBR)                 | 4t                   |

| Intermarché-Wanty-Gobert Matériaux IWG | Intermarché-Wanty-Gobert Matériaux IWG | Intermarché-Wanty-Gobert Matériaux IWG |
| -------------------------------------- | -------------------------------------- | -------------------------------------- |
| Núm                                    | Ciclista                               | Pos                                    |
| 141                                    | Louis Meintjes (RSA)                   | DNF-19                                 |
| 142                                    | Odd Christian Eiking (NOR)             | 11è                                    |
| 143                                    | Jan Hirt (CZE)                         | 28è                                    |
| 144                                    | Wesley Kreder (NED)                    | 110è                                   |
| 145                                    | Riccardo Minali (ITA)                  | 138è                                   |
| 146                                    | Simone Petilli (ITA)                   | 29è                                    |
| 147                                    | Rein Taaramäe (EST) (crono)            | 55è                                    |
| 148                                    | Kévin Van Melsen (BEL)                 | 126è                                   |

| Israel Start-Up Nation ISN | Israel Start-Up Nation ISN      | Israel Start-Up Nation ISN |
| -------------------------- | ------------------------------- | -------------------------- |
| Núm                        | Ciclista                        | Pos                        |
| 151                        | Sep Vanmarcke (BEL)             | DNF-16                     |
| 152                        | Sebastian Berwick (AUS)         | 135è                       |
| 153                        | Alexander Cataford (CAN)        | NP-3                       |
| 154                        | Davide Cimolai (ITA)            | DNF-8                      |
| 155                        | Itamar Einhorn (ISR)            | DNF-17                     |
| 156                        | Guy Niv (ISR)                   | 93è                        |
| 157                        | James Piccoli (CAN)             | 86è                        |
| 158                        | Mads Würtz Schmidt (DEN) (ruta) | DNF-7                      |

| Lotto-Soudal LTS | Lotto-Soudal LTS         | Lotto-Soudal LTS |
| ---------------- | ------------------------ | ---------------- |
| Núm              | Ciclista                 | Pos              |
| 161              | Andreas Kron (DEN)       | 68è              |
| 162              | Steff Cras (BEL)         | 20è              |
| 163              | Frederik Frison (BEL)    | DNF-3            |
| 164              | Matthew Holmes (GBR)     | FC-18            |
| 165              | Sylvain Moniquet (BEL)   | 83è              |
| 166              | Maxim Van Gils (BEL)     | 88è              |
| 167              | Harm Vanhoucke (BEL)     | 115è             |
| 168              | Florian Vermeersch (BEL) | 121è             |

| Movistar Team MOV | Movistar Team MOV                 | Movistar Team MOV |
| ----------------- | --------------------------------- | ----------------- |
| Núm               | Ciclista                          | Pos               |
| 171               | Enric Mas Nicolau (ESP)           | 2n                |
| 172               | Imanol Erviti Ollo (ESP)          | 66è               |
| 173               | Johan Jacobs (SUI)                | DNF-9             |
| 174               | Miguel Ángel López Moreno (COL)   | DNF-20            |
| 175               | Nélson Oliveira (POR)             | 72è               |
| 176               | José Joaquín Rojas Gil (ESP)      | 56è               |
| 177               | Alejandro Valverde Belmonte (ESP) | DNF-7             |
| 178               | Carlos Verona Quintanilla (ESP)   | NP-18             |

| BikeExchange BEX | BikeExchange BEX            | BikeExchange BEX |
| ---------------- | --------------------------- | ---------------- |
| Núm              | Ciclista                    | Pos              |
| 181              | Michael Matthews (AUS)      | 70è              |
| 182              | Lucas Hamilton (AUS)        | 54è              |
| 183              | Damien Howson (AUS)         | 95è              |
| 184              | Luka Mezgec (SLO)           | 109è             |
| 185              | Mikel Nieve Iturralde (ESP) | 31è              |
| 186              | Nick Schultz (AUS)          | 49è              |
| 187              | Robert Stannard (AUS)       | 119è             |
| 188              | Andrei Zeits (KAZ)          | 44è              |

| Team DSM DSM | Team DSM DSM          | Team DSM DSM |
| ------------ | --------------------- | ------------ |
| Núm          | Ciclista              | Pos          |
| 191          | Romain Bardet (FRA)   | 25è          |
| 192          | Thymen Arensman (NED) | 61è          |
| 193          | Alberto Dainese (ITA) | 129è         |
| 194          | Nico Denz (GER)       | 114è         |
| 195          | Chad Haga (USA)       | 113è         |
| 196          | Chris Hamilton (AUS)  | 64è          |
| 197          | Michael Storer (AUS)  | 40è          |
| 198          | Martijn Tusveld (NED) | 34è          |

| Qhubeka NextHash TQA | Qhubeka NextHash TQA              | Qhubeka NextHash TQA |
| -------------------- | --------------------------------- | -------------------- |
| Núm                  | Ciclista                          | Pos                  |
| 201                  | Fabio Aru (ITA)                   | 51è                  |
| 202                  | Sander Armée (BEL)                | DNF-17               |
| 203                  | Connor Brown (NZL)                | 130è                 |
| 204                  | Dimitri Claeys (BEL)              | 105è                 |
| 205                  | Sergio Henao Montoya (COL)        | DNF-19               |
| 206                  | Reinardt Janse van Rensburg (RSA) | FC-7                 |
| 207                  | Bert-Jan Lindeman (NED)           | 131è                 |
| 208                  | Dylan Sunderland (AUS)            | 104è                 |

| Trek-Segafredo TFS | Trek-Segafredo TFS       | Trek-Segafredo TFS |
| ------------------ | ------------------------ | ------------------ |
| Núm                | Ciclista                 | Pos                |
| 211                | Giulio Ciccone (ITA)     | DNF-16             |
| 212                | Gianluca Brambilla (ITA) | 22è                |
| 213                | Kenny Elissonde (FRA)    | DNF-17             |
| 214                | Alex Kirsch (LUX)        | 120è               |
| 215                | Juan Pedro López (ESP)   | 13è                |
| 216                | Antonio Nibali (ITA)     | 108è               |
| 217                | Kiel Reijnen (USA)       | DNF-15             |
| 218                | Quinn Simmons (USA)      | 124è               |

| UAE Team Emirates UAD | UAE Team Emirates UAD            | UAE Team Emirates UAD |
| --------------------- | -------------------------------- | --------------------- |
| Núm                   | Ciclista                         | Pos                   |
| 221                   | David de la Cruz Melgarejo (ESP) | 7è                    |
| 222                   | Joe Dombrowski (USA)             | 39è                   |
| 223                   | Ryan Gibbons (RSA) (crono)       | 36è                   |
| 224                   | Rafał Majka (POL)                | 21è                   |
| 225                   | Sebastián Molano Benavides (COL) | DNF-9                 |
| 226                   | Rui Oliveira (POR)               | 74è                   |
| 227                   | Jan Polanc (SLO)                 | 41è                   |
| 228                   | Matteo Trentin (ITA)             | 80è                   |

Convencions:
- AB-N: Abandonament a l'etapa N
- FLT-N: Retiro per arribada fora de el límit de temps en l'etapa N
- NTS-N: No va prendre la sortida per a l'etapa N
- DES-N: Desqualificat o expulsat en l'etapa N

## UCI World Rànquing
La Volta a Espanya donava punts pel UCI World Rànquing per a corredors dels equips en les categories UCI WorldTeam, UCI ProTeam i Continental. Les següents taules mostren el barem de puntuació i els 10 corredors que van obtenir més punts:
| posició                  | 1r  | 2n  | 3r  | 4t  | 5è  | 6è  | 7è  | 8è  | 9è  | 10è | 11è | 12è | 13è | 14è | 15è | 16è | 17è | 18è | 19è | 20è | 21è - </br> 25è | 26è - </br> 30è | 31è - </br> 40è | 41è - </br> 50è | 51è - </br> 55è | 56è - </br> 60è |
| classificació general    | 850 | 680 | 575 | 460 | 380 | 320 | 260 | 220 | 180 | 140 | 120 | 100 | 84  | 68  | 60  | 56  | 52  | 48  | 44  | 40  | 32              | 24              | 20              | 16              | 12              | 8               |
| per etapa                | 100 | 40  | 20  | 12  | 4   |     |     |     |     |     |     |     |     |     |     |     |     |     |     |     |                 |                 |                 |                 |                 |                 |
| líder                    | 20  |     |     |     |     |     |     |     |     |     |     |     |     |     |     |     |     |     |     |     |                 |                 |                 |                 |                 |                 |
| Classificació secundària | 100 | 40  | 20  |     |     |     |     |     |     |     |     |     |     |     |     |     |     |     |     |     |                 |                 |                 |                 |                 |                 |

| classificació |                |                       |         |       |       |            |       |
| posició       | ciclista       | equip                 | General | etapa | líder | Secundària | total |
| ------------- | -------------- | --------------------- | ------- | ----- | ----- | ---------- | ----- |
| 1r            | Primož Roglič  | Jumbo-Visma           | 850     | 560   | 200   | 60         | 1670  |
| 2n            | Enric Mas      | Movistar              | 680     | 100   | -     | -          | 780   |
| 3r            | Jack Haig      | Bahrain Victorious    | 575     | 40    | -     | -          | 615   |
| 4t            | Adam Yates     | INEOS Grenadiers      | 460     | 48    | -     | -          | 508   |
| 5è            | Fabio Jakobsen | Deceuninck-Quick Step | -       | 380   | -     | 100        | 480   |
| 6è            | Gino Mäder     | Bahrain Victorious    | 380     | -     | -     | -          | 380   |
| 7è            | Magnus Cort    | EF Education-Nippo    | -       | 360   | -     | 20         | 380   |
| 8è            | Egan Bernal    | INEOS Grenadiers      | 320     | 12    | -     | -          | 332   |
| 9è            | Michael Storer | DSM                   | 20      | 200   | -     | 100        | 320   |
| 10è           | Sepp Kuss      | Jumbo-Visma           | 220     | 52    | -     | -          | 272   |